# ریموند فن در گو
ریموند فن در گو (انگلیسی: Raimond van der Gouw؛ زادهٔ ۲۴ مارس ۱۹۶۳) بازیکن فوتبال اهل پادشاهی هلند است.
از که در آن بازی کرده‌است می‌توان به گو اهد ایگلز، وستهام، ویتس‌آرنهم و منچستر یونایتد اشاره کرد.